# Aldibah

Aldibah is de zeta ster in het sterrenbeeld draak (Draco)

Aldibah (zeta Draconis) is een ster met een afstand van 416,7 lichtjaar in het sterrenbeeld Draak (Draco). De ster heeft een spectraalklasse van B8III en een schijnbare magnitude van 3,2.